# Olivier Guillon (équitation)
Pour les articles homonymes, voir Olivier Guillon.
Olivier Guillon est un cavalier français de saut d'obstacles, né le 22 mai 1972 à Vernon et installé à Breuilpont.
Il occupe en juillet 2016 la 177e place de la FEI Longines Ranking List.

## Biographie
Olivier Guillon  est né le 22 mai 1972 à Vernon (Eure) et a commencé l'équitation très tôt dans le poney-club de ses grands-parents, à Sainte Geneviève. À 12 ans, il commence la compétition en catégorie junior.
À 18 ans, il rejoint les écuries de Jean-Marc Nicolas, puis celles de Gilles Bertrán de Balanda. En 1992, il part en Allemagne, chez Paul Schockemöhle mais il reviendra en France un an plus tard pour son effectuer son service militaire à Fontainebleau. Cette année 1993, il est sacré Champion d’Europe des Jeunes Cavaliers avec Seigneur du Bréau. Olivier s'installe ensuite à son compte en 1995 et rejoint l'équipe de France Senior avec notamment Adelphos et Bamboula du Thot, confiés par ses premiers propriétaires Mr et Mme Lauwers (Haras des Hayettes). Puis il se voit confier Baladine du Mesnil avec laquelle il va participer entre autres aux Championnats d’Europe d'Arnhem (Pays-Bas) en 2001. Franke Sloothaak, cavalier allemand, l’intègre alors au Team Ericsson (aux côtés de Marcus Ehning, Markus Fuchs, Jerry Smith, Franke Sloothak et Maria Gretzer).
En 2003, Olivier s'installe dans sa propre structure à Breuilpont avec son associé Régis Spillmaker. En 2006, il termine 3e au Championnat de France Pro1 et en 2007, il obtient la 7e place en individuel lors des Championnats d'Europe à Mannheim avec Ionesco. En 2009, il est choisi comme cavalier réserviste lors des Championnats d'Europe de Windsor, mais Jubilée d'Ouilly (la jument de Pénélope Leprevost) s'étant blessée la veille de la compétition, Olivier peut participer aux Championnats (il obtient la 17e place en individuel avec Lord de Theizé). Cette même année, il remporte la médaille d'or par équipe et la 4e place en individuel lors des 1er par équipe et 4e en individuel lors des Jeux Méditerranéens de Pescara (Italie) avec Kikuyu du Coty. En 2010, il est vice-champion du monde par équipe lors des JEM de Lexington avec Lord de Theizé, accompagné de Pénélope Leprevost, Patrice Delaveau et Kevin Staut. L'équipe de France se qualifie alors pour les Jeux Olympiques de Londres en 2012. L'année suivante, Olivier est vice-champion d'Europe par équipe aux Championnats d’Europe de Madrid toujours avec Lord de Theizé et accompagné de Pénélope Leprevost, Kevin Staut et Michel Robert.
En 2012, le Haras des Coudrettes confie United Love*HDC, Poète de Preuilly*HDC et Courtney Z*HDC au cavalier normand. En mai, il remporte avec Lord de Theizé le Grand Prix du Global Champions Tour de Wiesbaden. Il est sélectionné pour les Jeux Olympiques de Londres avec ce même cheval. L'équipe de France termine à la 12e place et n'est pas qualifiée pour la seconde manche de la Finale par équipe, et Olivier prend la 12e place en individuel (meilleure performance française).
En mai 2013, Olivier et Lord de Theizé remportent la Coupe des Nations du CSIO-4* de Lummen, puis ils prennent la troisième place de celle du CSIO-5* de La Baule.

## Palmarès
Principaux résultats en compétition :
- 1993 : 
  - Champion d'Europe Jeune cavalier en individuel à Spangenberg (Allemagne) avec Seigneur du Bréau
  - Médaille d'argent par équipe lors des Championnats d'Europe Jeunes Cavaliers à Spangenberg avec Seigneur du Bréau
- 1998 : 
  - Vainqueur du CSIO à Poznań (Pologne) avec Callisto II
  - Vainqueur du Championnat de France des 7 ans à Fontainebleau avec Duchesse du Lac*ABC
- 1999 : 
  - Médaille d'argent au Championnat de France à Fontainebleau avec Adelfos
  - 3e du Grand Prix du CSIO-5* de La Baule avec Adelfos
- 2000 :
  - 8e par équipe de la Finale de la Coupe des Nations à Rome (Italie) avec Baladine du Mesnil
- 2001 : 
  - Vainqueur de la Coupe des Nations du CSIO-5* de Rome (Italie) avec Baladine du Mesnil
  - 3e du Grand Prix du CSIO-5* de Rome avec Banboula du Thot
  - 7e par équipe au Championnat d’Europe à Arnhem (Pays-Bas) avec Baladine du Mesnil
- 2002 : 
  - 2e au Championnat de France Pro 1 à Fontainebleau avec Baladine du Mesnil
  - Vainqueur du Grand Prix du CSI-A de Paris-Porte de Versailles avec Baladine du Mesnil
- 2003 :
  - 5e du Grand Prix du CSI 3* de Vittel avec Baladine du Mesnil
  - 7e du Grand Prix du CSI 3* de La Courneuve avec Horizon du Valon
- 2004 :
  - Vainqueur du Grand Prix du CSI 1* de Vilamoura (Portugal) avec Baladine du Mesnil
  - 3e par équipe du CSIO-W 2* de Rio de Janeiro (Brésil) avec Parlamento
- 2005 : 
  - 2e par équipe aux Jeux Méditerranéens d’Almeria (Espagne) avec Ionesco de Brekka
  - 5e du Grand Prix du CSI 3* de Pontedera (Italie) avec Ionesco de Brekka
- 2006 : 
  - 3e du Championnat de France Pro Elite avec Ionesco de Brekka
  - 2e de la Coupe des Nations du CSIO-5* d'Hickstead (Grande-Bretagne) avec Ionesco de Brekka
- 2007 : 
  - Vainqueur du Top Ride de Deauville avec Ionesco de Brekka

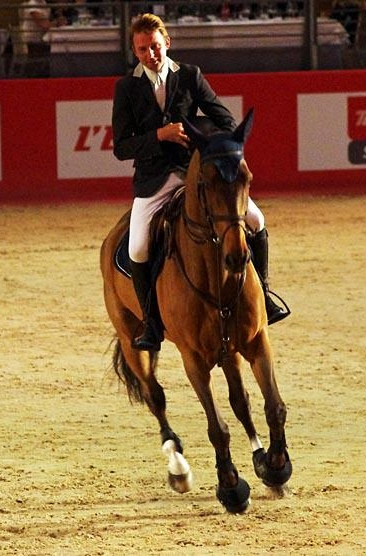
Olivier Guillon et Lord de Theizé à Equita'Lyon en novembre 2012.

  - 7e en individuel des Championnats d'Europe de Mannheim (Allemagne) avec Ionesco de Brekka
  - 2e de la Coupe des Nations du CSIO-5* de Rome (Italie) avec Ionesco de Brekka
- 2008 :
  - 2e du Grand Prix du CSI-2* de Comporta (Portugal) avec Lord des Hayettes
  - 5e du Grand Prix du CSI-1* de La Boissière-École avec Monaco
- 2009 : Olivier Guillon et Lord de Theizé à Equita'Lyon en novembre 2012.
  - 5e par équipe et 17e en individuel des Championnats d'Europe de Windsor (Grande-Bretagne) avec Lord de Theizé
  - 4e du Grand Prix du CSIO-5* de La Baule avec Lord de Theizé
  - 2e du Championnat de France Pro Elite avec Lord de Theizé
  -  Médaille d'or par équipe par équipe et 4e en individuel aux Jeux Méditerranéens de Pescara (Italie) avec Kikuyu du Coty
- 2010 : 
  - Vainqueur des Coupes des Nations des CSIO-5* de La Baule et St-Gall (Suisse) avec Lord de Theizé
  -  Vice-Champion du Monde par équipe aux JEM de Lexington (États-Unis) avec Lord de Theizé, accompagné de Pénélope Leprevost (Mylord Cartahgo*HN), Kevin Staut (Silvana de Hus) et Patrice Delaveau (Katchina Mail) 
  - Vainqueur du Grand Prix du CSI-4* de Comporta (Portugal) avec Lord de Theizé
- 2011 : 
  -  Vice-champion d'Europe par équipe aux Championnats d'Europe de Madrid (Espagne) avec Lord de Theizé, accompagné de Pénélope Leprevost (Mylord Cartahgo*HN), Kevin Staut (Silvana de Hus) et Michel Robert (Kellemoi de Pepita).
  - Vainqueur de la Coupe des Nations du CSIO-5* de Rotterdam (Pays-Bas) avec Lord de Theizé
  - 7e du Grand Prix du CSIO-5* d'Hickstead (Grande-Bretagne) avec Lord de Theizé
- 2012 : 
  - Vainqueur du Grand Prix du CSI-2* de Mantes-la-Jolie avec Pomme du Valon
  -  Vainqueur du Grand Prix du Global Champions Tour de Wiesbaden (Allemagne) avec Lord de Theizé 
  - Vainqueur de la Coupe des Nations du CSIO-5* d'Aix-la-Chapelle avec Lord de Theizé
  - 12e par équipe et 12e en individuel aux Jeux olympiques de Londres avec Lord de Theizé
- 2013 : 
  - Vainqueur de la Coupe des Nations du CSIO-4* de Lummen avec Lord de Theize
  - 3e de la Coupe des Nations du CSIO-5* de La Baule avec Lord de Theizé

## Ses chevaux
- Lord de Theizé   : Hongre bai Selle français, née en 1999, fils de Donald Rouge II*HN et Elisa de Theizé (Tolbiac des Halles*HN), propriété d'Edith Mezard[9].
- Wonami Van Den Aard  : Jument grise BWP, née en 1999, fille de Bon Ami et Quida Van Den Aard (Quidam de Revel), propriété de l'écurie de Meautry[10].
- Courtney Z*HDC  : Hongre gris Zangersheide, née en 2001, fils de Chellano Z et Ribelle G (Major de la Cour), propriété du Haras des Coudrettes[11].
- Pomme du Valon  : Jument alezane Selle français, née en 2003, fille de Kannan et Alumine du Valon (Orgueil du Donjon*Rians), propriété de Jean Pierre Herpin et Liliane Herpin[12].
- Poète du Preuilly*HDC  : Étalon alezan Selle français, née en 2003, fils de For Pleasure et Catania (Cento), propriété du Haras des Coudrettes[13].
- United Love*HDC  : Jument bai Holsteiner, née en 2004, fille de Catoki et Lavinia (Laval II), propriété du Haras des Coudrettes[14].